# Arctosa pichoni
Arctosa pichoni là một loài nhện trong họ Lycosidae.
Loài này thuộc chi Arctosa. Arctosa pichoni được Ehrenfried Schenkel-Haas miêu tả năm 1963.